# Krutaïte
La krutaïte (ou krut'aite) est un minéral rare de formule CuSe2 qui cristallise dans le système cubique. Elle fait partie du groupe de la pyrite, étant composée d'ions Cu2+ et d'ions Se22−. Le minéral se trouve le plus souvent sous forme d'agrégats gris foncé constitués de petits cristaux dont la taille ne dépasse pas un millimètre. Les cristaux sont opaques quelle que soit leur taille. Elle n'a pas d'usage industriel mais est un minéral prisé des collectionneurs.

## Étymologie et histoire
La krutaïte fut découverte à Petrovice dans le district de Žďár nad Sázavou, Tchéquie et décrite en 1972 par Zdenek Johan, Paul Picot, Roland Pierrot et Milan Kvaček. Elle a été nommée d'après le minéralogiste tchèque et directeur du laboratoire de minéralogie du musée de Moravie, Tomáš Krut'a (1906–1998). Puisque Krut'a est officiellement orthographié avec un Ť, le minéral est appelé correctement Krut'aite, selon les règles établies par l'IMA. Dans les publications plus anciennes, l'apostrophe est totalement omis.

## Occurrence
La krutaïte se forme par des processus hydrothermaux et est souvent associée à la clausthalite, l'eskebornite, la berzélianite, l'uraninite, l'hématite, la ferrosélite, la bukovite, l'umangite, la chalcopyrite et la goethite. Elle forme une série de solution solide avec la trogtalite.
Elle fut identifiée pour la première fois à Petrovice, district de Žďár nad Sázavou, Tchéquie, qui est la seule localité connue en Tchéquie pour ce minéral, mais elle a été depuis trouvée dans quelques autres lieux dans le monde.
La mine El Dragón, province d'Antonio Quijarro en Bolivie, est notable car des cristaux de taille allant jusqu'à 1 mm y ont été découverts.
Les autres localités comprennent :
la mine Weintraube, Lerbach, veines Rosenhof, Clausthal-Zellerfeld, Harz, Basse-Saxe, Allemagne.
la mine Tumiñico, Sierra de Cacho, Villa Castelli, département de General Lamadrid, province de La Rioja, Argentine.
le gisement de sélénium Yutangba, Enshi Co., préfecture autonome tujia et miao d'Enshi (préfecture autonome E'xi), province de Hubei, Chine.